# Фарина, Карло
Фари́на (Farina) Карло (ок. 1604, Мантуя — 1639, Вена), итальянский скрипач и композитор. Работал в Германии и Австрии. Его сочинения — яркие образцы барочной программной музыки.

## Биография
Обучался скрипичному искусству, возможно, у отца, который работал скрипачом при мантуанском дворе герцога Гонзаги. Совершенствовался, возможно, в Мантуе у Соломона Росси и Джованни-Баттисты Буонаменте. В 1626-28 годах концертмейстер в оркестре курфюрста саксонского Иоганна Георга I в Дрездене, где познакомился с Генрихом Шютцем; участвовал в постановке его оперы «Дафна» (Торгау, 1627). После Дрездена свидетельства биографии Фарины скудны. Вернувшись в Италию, в 1631-32 играл на скрипке в пармской капелле Madonna della Steccata. Участвовал как скрипач в церковных празднествах в Лукке в 1635 году. В 1636-37 скрипач в муниципальном оркестре Данцига (ныне Гданьск), с 1638 служил при дворе императрицы Элеоноры I в Вене, где через год умер (предположительно от чумы).

## Творчество
Самыми плодотворными для творческой биографии Карло Фарины были дрезденские годы. В 1626-28 там он опубликовал 5 сборников инструментальной музыки (главным образом, танцевальных жанров) для 2-4 инструментов и цифрованного баса (basso continuo). Названия пьес содержат программные заголовки, указывающие на жанровую и этническую характерность («Цыганка», «Полька»), а также нередко изобразительно-юмористического характера («Кошка», «Собака», «Петух», «Курица» и т. п.).
Наиболее известное сочинение — «Причудливое каприччио» (итал. Capriccio stravagante), сюита развлекательной музыки для скрипки и ансамбля. В скрипичной партии композитор мастерски использовал разнообразные скрипичные приёмы и штрихи, в том числе редчайшие для того времени glissando, pizzicato, col legno, sul ponticello, двойные ноты. Предисловие Фарины к сборнику 1627 года носит инструктивный характер:
Что касается кошачьего мяуканья, его надо представить так: звук, на который показывает нота, надо брать, постепенно подтягивая палец, а те ноты, которые записаны семифузами [шестнадцатыми] вверху, нужно извлекать смычком то впереди, то сзади подставки, так резко и быстро, как только возможно, подражая тому как кошки ранят, а после того как укусят, тут же удирают.

## Сочинения
- Причудливое каприччио (Capriccio Stravagante, из сб.: Anderer Theil…, Дрезден, 1627). Сюита содержит части: La Lira. Il Pifferino. La Lira Variata. La Trombetta. La Gallina. Il Gallo. Il Flautino pian piano. Il Tremulo. Il Pifferino della soldatesca. Il Gatto. Il Cane. La Chitarra Spagniola

Скрипичные сонаты с basso continuo:
- Sonata detta la Polaca (à 3)
- Sonata detta la Capriola (à 3)
- Sonata detta la Moretta (à 3)
- Sonata detta la Franzosina (à 2)
- Sonata detta la Farina (à 2)
- Sonata detta la Greca (à 3)
- Sonata detta la Cingara (à 3)
- Sonata detta la Fiama (à 2)
- Sonata detta la Semplisa (à 3)
- Sonata detta la Desperata (à 2)